# Флота (Свіноуйсьце)
«Флота Свіноуйсьце» (пол. Flota Świnoujście) — професіональний польський футбольний клуб з міста Свіноуйсьце.

## Історія
Колишні назви:
- 17.04.1957: ВКС Флота Свіноуйсьце (пол. WKS [Wojskowy Klub Sportowy] Flota Świnoujście)
- 06.1968: МЗКС Флота Свіноуйсьце (пол. MZKS [Międzyzakładowy Klub Sportowy] Flota Świnoujście)
- 1996: МКС Флота Свіноуйсьце (пол. MKS [Miejski Klub Sportowy] Flota Świnoujście)

17 квітня 1957 року був організований військовий футбольний клуб, який отримав назву «Флота Свіноуйсьце». Команда стартувала у локальній класі А (V ліга). У 1960 піднялася до окружної ліги. У 1968 році після розформування військового клубу, на його основі був створений цивільний клуб з тією ж назвою "Флота Свіноуйсьце". До 1976 року команда балансувала поміж IV і V лігами. У 1976 команда дебютувала у ІІІ лізі і до 2008 виступала у ній крім сезонів 1980/81, 1982/83, 1984/85, 1986/87 і 2006/07, коли змагалася у нижчій по класу лізі. Літом 2008 року зайняла 1 місце у другій групі ІІІ ліги і здобула путівку до ІІ ліги, яка у результаті реформи системи футбольних ліг стала називатися І лігою.

## Титули та досягнення
- Чемпіонат Польщі (І ліга):
  - 3 місце (1): 2011
- Кубок Польщі:
  - 1/8 фіналу (1): 2004